# Scarsdale

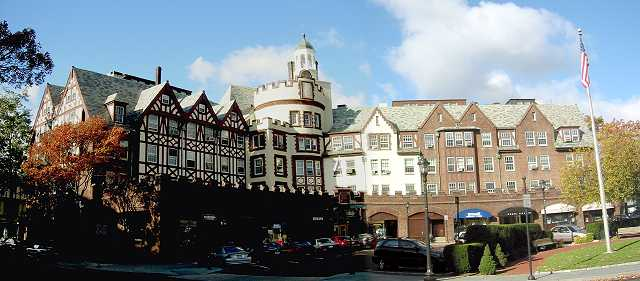
Scarsdale, Nova York, 2002.

Scarsdale é uma cidade e vila localizada no condado de Westchester, Nova Iorque nos Estados Unidos. A cidade tem uma população de 17 823 habitantes. 